# Clare, Irland
Clare (iriska: An Clár) är ett grevskap på Irland. Grevskapet ligger på den västra sidan av ön och Shannonfloden flyter igenom det. Intill grevskapet ligger även Lough Derg.
Området tillhörde tidigare distriktet Thomond som var en del av Connacht, och då grevskapet Clare upprättades gick det först under namnet Thomond.
Grevskapet omfattar bland annat Burren som är ett unikt kalkstenslandskap. Det tillhör det geografiska område där den irländska folkmusiken anses ha sitt ursprung. I Clare finns även de berömda klipporna Cliffs of Moher, en turistattraktion med otrolig utsikt.

## Städer och samhällen
- Burren
- Corrofin, Clarecastle, Cratloe
- Doolin
- Ennis, Ennistimon
- Inagh
- Kilkee, Killadysert, Killaloe, Kilrush
- Lahinch, Liscannor, Lisdoonvarna, Lissycasey
- Mountshannon, Meelick
- Newmarket-on-Fergus
- O'Briensbridge
- Quin
- Shannon, Sixmilebridge, Spanish Point